# Picea martinezii
{{#ifeq:0|0|{{#if:|{{#if:Piceamartinezii|[[]}}|}}}}
Picea martinezii (ялина Мартінеса, ісп. Pinabete) — вид роду ялина родини соснових.
Вид названий на честь мексиканського ботаніка Максіміно Мартінеса.

## Таксономічні замітки
Вважається синонімом Picea chihuahuana деякими авторами (Farjon 1990), але чітка різниця доведена на детальному аналізі "виправдовуючи збереження П. martinezii як окремий вид" на думку (Taylor et al. 1994). Визначення окремим видом підтверджене (Ledig et al. 2004) аналізом з використанням кількох незалежних ліній молекулярних даних. Ці дані, проте, показали, що дійсно ці два таксона є сестринськими.

## Поширення, екологія
Країни проживання: північно-східній Мексика. Зустрічається в двох місцях в горах Сьєрра-Мадре в Нуево-Леон. Росте при помірних висотах від 2150–2600 м у гірських хвойно-широколистяних лісах. Picea martinezii тут пов'язана з Abies vejarii, Pinus, Taxus globosa і покритонасінними широколистими деревами, такими як Quercus, Tilia, Ostrya, Cornus, Ilex, Juglans, Crataegus. У середовищі проживання немає поверхневих вод, але часті дощі й тумани надають вологу для підтримки лісів. Вид був виявлений в 1981 році, спочатку тільки в двох місцях, одне з яких містить кілька сотень дерев, інше тільки близько десятка, зростає в каньйонах на вологих звернених на північ осипах схилів. Подальше розширення до шести відомих місць не виявила ніяких великих груп населення (Ledig et al. 2000). Весь вид, таким чином, складається з лише приблизно тисячі дерев, тому повинен розглядатися як один з найбільш загрожених хвойних у світі.

## Опис
Дерево, принаймні до 35 м, можливо до 40 м заввишки. Крона конічна. Кора тонка і лущиться. Бічні гілки помірно повислі на дорослі дерева. Пагони товсті, від блідо-коричневого до оранжево-коричневого кольору. Листя голкоподібне, яскраво-зелене, блискуче, 23–28 мм завдовжки (у порівнянні з 17–23 мм в P. chihuahuana). Шишки зелені, після дозрівання оранжево-коричневі, циліндричні, (8.5)11–16 см довжиною (проти 7–12 см в P. chihuahuana), 5,5–6 см шириною, коли відкриті з великих лусками (проти 4–5 см в Р. chihuahuana, нема перекриття). Насіння довжиною 4–5 мм, чорне, з 15 мм крилами.

## Використання
Як дуже привабливе це дерево саджають як декоративне в ботанічних садах, зокрема, у жарких місцях, оскільки це один з найбільш тепло-терпимих видів ялин.

## Загрози та охорона
Страждає від рубок. Потенційною загрозою є лісові пожежі. Зміна клімату це також потенційна загроза. Види, такі як Picea martinezii, ймовірно плейстоценові релікти, які були більш поширені протягом більш прохолодних кліматичних періодів. Поінформованість про проблему збереження зростає і місцеві лісники ведуть моніторинг ситуації. Захист від лісових пожеж має важливе значення.